# Krav maga
| fehér   |
| sárga   |
|         |
| narancs |
|         |
| zöld    |
|         |
| kék     |
|         |
| barna   |
|         |
| fekete  |
|         |
|         |
|         |
|         |

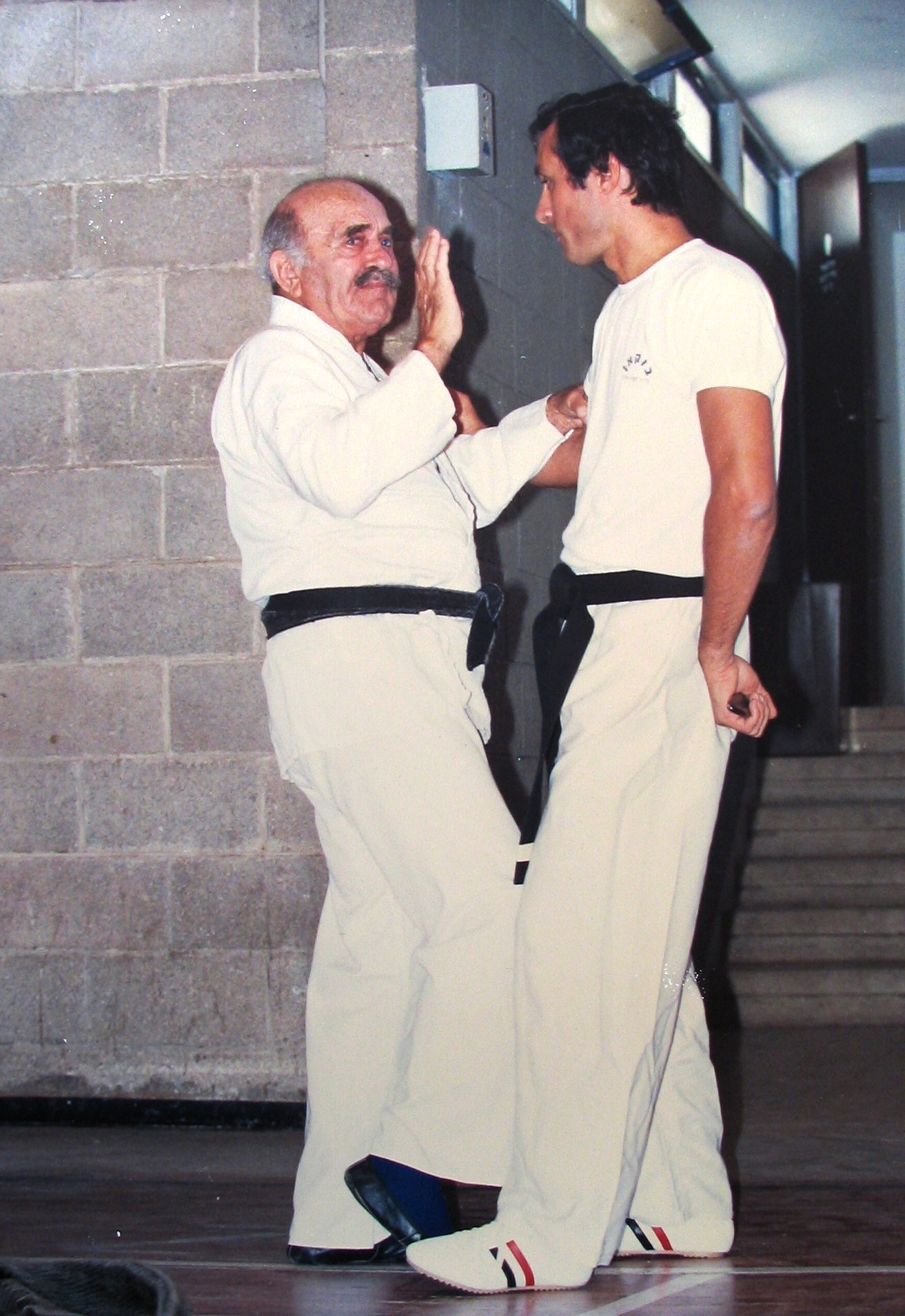
Lichtenfeld Imre (balra) egy tanítvánnyal gyakorlás közben

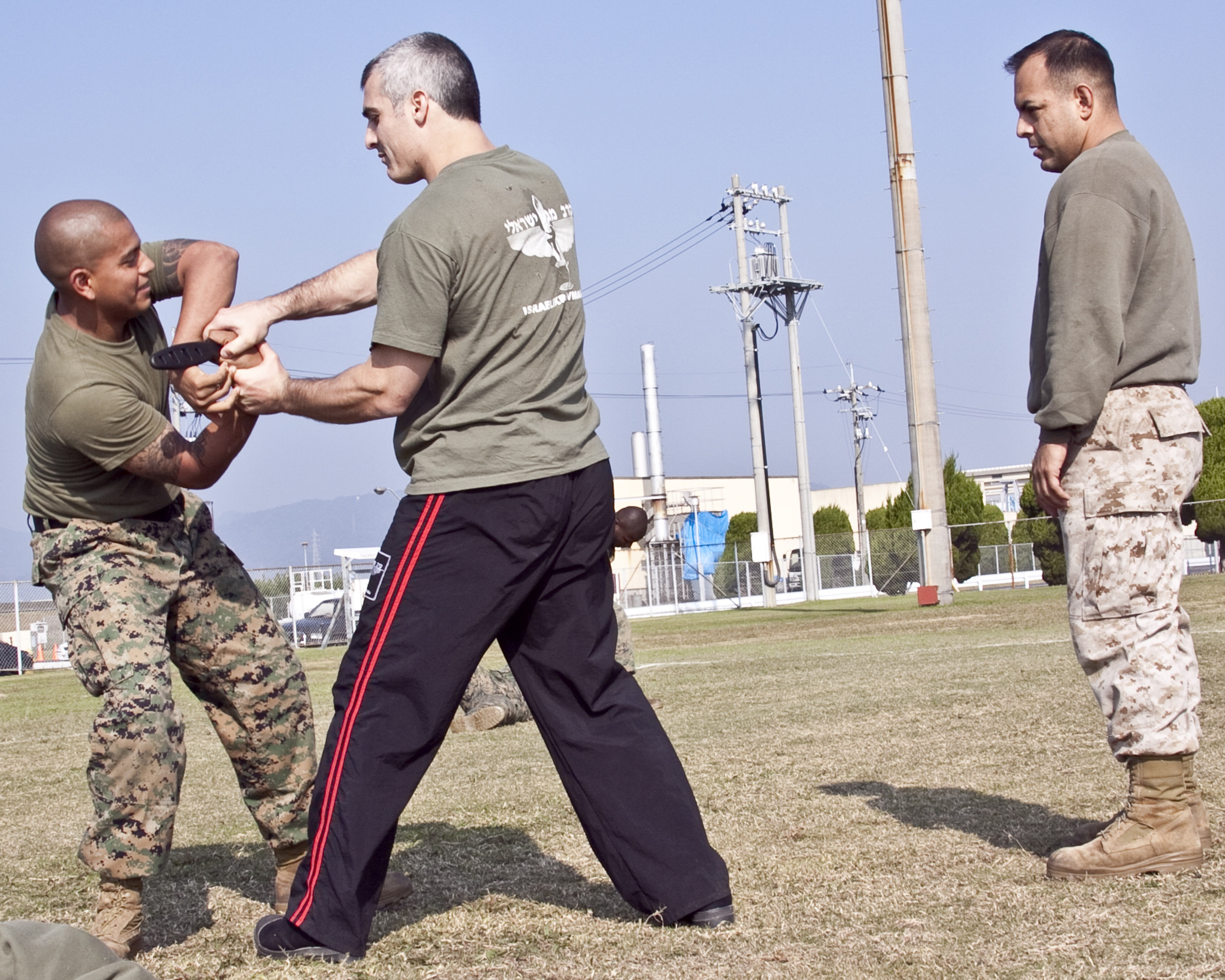
Tengerészgyalogosok gyakorlás közben

A krav maga (héberül: קרב מגע „közelharc”) egy gyakorlati tapasztalatokra épített taktikai és önvédelmi rendszer.

## A harci rendszer
Elsődleges célja, hogy felkészítse az embert az erőszakos helyzetek felismerésére és azok nagyon gyors, megfelelő kezelésére. A krav maga a több ellenfél elleni küzdelemre, késes, botos, lő- és más fegyveres támadások elleni védekezésre, valamint a pusztakezes harcra készíti fel a tanulókat.
Nincsenek benne a tradicionális stílusokra jellemző, szigorúan kötött mozgásformák és formagyakorlatok. A tanulónak nem egy hierarchikus rendszerben kell egyre magasabb fokozatot elérni, hanem egy gondolkodásra serkentő fizikai és mentális tréningen vesz részt, ahol ő van a középpontban, ahol minden róla szól.

## Kialakítása, hatása
A budapesti születésű Lichtenfeld Imre (héberül: Imi Sde-Or), a krav maga létrehozója, húsz éven keresztül a testnevelés és a közelharc-oktatás főnöke volt az Izraeli Védelmi Erőknél. Célja egy olyan univerzális rendszer létrehozása volt a fegyveres erők számára, amely kortól, nemtől és testalkattól függetlenül rövid idő alatt bárki által elsajátítható. Nyugdíjba vonulása után a civil szférában is elkezdte a krav maga tanítását.

### Intensive Krav Maga

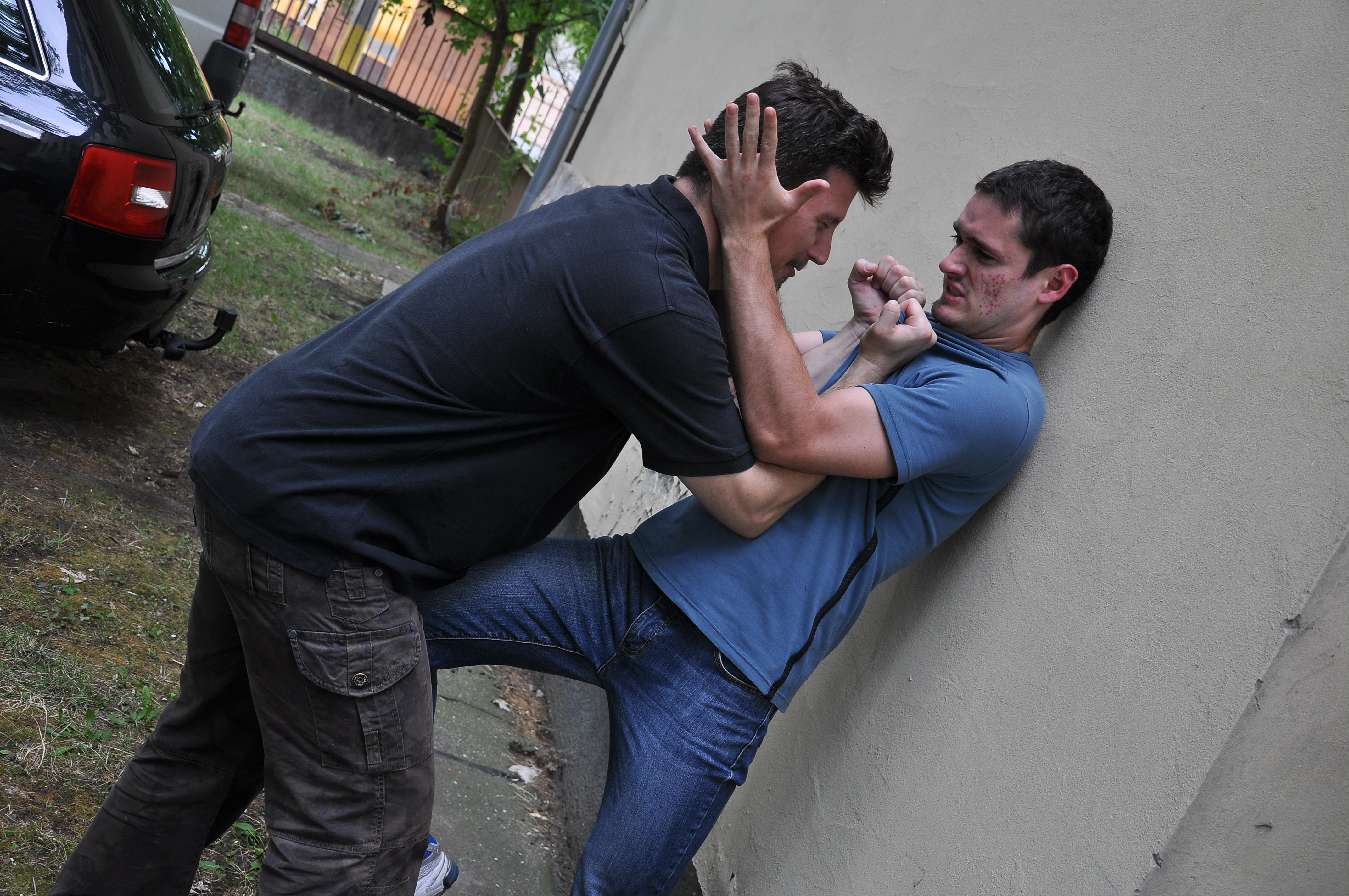
Utcai önvédelem

Az Intensive Krav Maga egy modern önvédelmi és közelharc rendszer, melyet dr. Avi Bleier dolgozott ki Izraelben elsősorban rendvédelmi szervek és civilek számára, hogy megtanuljanak hatékonyan védekezni a terroristákkal, és az erőszakos támadásokkal szemben.
Az oktatás az önvédelem minden szintjére kitér. A tanítványok a preventív viselkedésformákat, a helyes helyzetfelismerést, az egy illetve több támadó elleni védelmi technikákat és stratégiákat sajátíthatják el. Az oktatott technikák egyszerűek, könnyen tanulhatóak, hatékonyak, és személyre szabottak. Ami pedig különösen egyedivé teszi az Intensive Krav Magát az, hogy ellentétben más önvédelmi rendszerekkel jogos önvédelemre tanít, amihez hozzá tartozik, hogy a támadóban ne okozzunk szükségtelenül nagy sérüléseket. "Az emberi élet megóvása a legfontosabb!"

## Krav Maga a filmekben
A krav magát Hollywood is felfedezte, Jennifer Lopez és Angelina Jolie (Tomb Raider (sorozat)) is tanulta. Rob Cohen rendező kérésére Brendan Fraser is tanulmányozta ezt az önvédelmi rendszert, hogy az A múmia: A Sárkánycsászár sírja című filmben a Jet Li elleni közelharcjelenetek még látványosabbak legyenek.